# パラマウントベッド
パラマウントベッド株式会社（PARAMOUNT BED CO., LTD.）は、家庭用ベッド、医療用ベッドを取り扱う日本のベッドメーカー。医療用ベッド、介護用ベッドでは最大手でシェア7割である。医療介護ベッド分野、国内シェア1位、世界シェア2位。

## 沿革
- 1918年3月 創業者の木村隆輔が誕生。
- 1947年5月 木村隆輔が木村寝台製作所を創業。
- 1950年5月 木村寝台工業株式会社を設立。商標を「パラマウントベッド」とする。
  - 主要な、最高権威者という意味からだけでなく、パラマウント映画の影響もうけての命名。
- 1953年5月 江戸川工場を建設。
- 1966年5月 千葉県山武郡成東町（現・山武市）に千葉工場を新設。
- 1970年2月 千葉県山武郡松尾町（現・山武市）に松尾工場を新設。江戸川工場の機能を吸収。
- 1982年10月（補足） 木村家が資産管理会社として木村興産株式会社（現・パラマウントベッドホールディングス）を設立。
- 1987年3月 木村寝台工業株式会社からパラマウントベッド株式会社に商号を変更。
- 同年12月  東京証券取引所に店頭登録。
- 1991年4月 木村隆輔会長、木村憲司社長就任。
- 1993年
  - 10月 在宅ケアベッド「楽匠（らくしょう）」を開発、販売。
  - 12月 東京証券取引所二部に上場。
- 1996年9月 東京証券取引所一部に上場。
- 2003年11月 在宅ケアベッド新「楽匠」を開発、販売。
- 2005年9月 在宅ケアベッド「楽匠～自立促進シリーズ」を開発、販売。
- 2009年
  - 4月 在宅ケアベッド「楽匠Sシリーズ」を開発、販売。
  - 4月 木村憲司会長、木村恭介社長就任。
- 2011年
  - 2月 株式交換によりパラマウントベッドホールディングスの完全子会社となることを発表[2]。
  - 9月 当社株式の上場廃止
  - 10月 パラマウントベッドホールディングスの完全子会社となる[3]。
- 2014年1月 在宅ケアベッド「楽匠Zシリーズ」を開発、販売[4]。
- 2019年3月 一般向け新ブランド「Active Sleep」を立ち上げ。「Active Sleep BED」を開発、発売。
- 2020年4月 木村恭介会長、木村友彦社長就任。

## 主力商品
- 要介護高齢者用ベッド
  - 楽匠Sシリーズ
  - 33万台以上の販売実績を持つ介護用ベッド「楽匠」の後継機種。
- 楽匠
  - 主として要介護になるおそれのある高齢者向けに開発された。臥床時間を減らし、動く気にさせる工夫がある。CMは岡江久美子・丹阿弥谷津子。
- 一般向けベッド・マットレスシリーズ
  - INTIME
  - smartsleep
  - Active Sleep

※過去に石坂浩二が出演したCMもあり、日本テレビ放送網の土曜日19時台の番組（スーパースペシャル等）協賛時に放映された。

## 広告展開
- 東京ドーム看板（スタンド） 1994年 - 2024年
- 明治神宮野球場看板（電光式スコアボード） 2024年 -
- ジェフユナイテッド市原・千葉（一時期広告看板を設置していた。現在は撤退）

### 提供番組
- サンデーLIVE!!（テレビ朝日・ABCテレビ・名古屋テレビ共同制作） - 2022年4月より、かつて競合他社が提供だった時期あり。
- Nスタ（TBS）
- ワールドビジネスサテライト（テレビ東京） - 2025年4月から提供。

### 過去の提供番組
- スーパースペシャル（日本テレビ）
- 火曜サスペンス劇場（日本テレビ）放送末期
- 東海テレビ制作昼の帯ドラマ（2012年4月から隔日で提供。）
- 人生の楽園（テレビ朝日）
- モヤモヤさまぁ〜ず2（テレビ東京）